# Dynazty
Dynazty — шведський павер-метал гурт з міста Стокгольм, що був заснований у 2007 році музикантами  Робом Лав Магнюсоном (Rob Love Magnusson) та Джоном Бергом (John Berg). Відомість приносить участь у Melodifestivalen 2011 року з піснею This Is My Life. Група мала контракт зі студією звукозапису Петера Стормаре StormVox Records під ліцензією SoFo Records.

## Історія
Dynazty був заснований Робом Лав Магнуссоном та Джоном Бергом у 2007 році. Незабаром до них приєдналися нові члени команди Джордж Харнстен Егг (Georg Härnsten Egg) та Джоел Фокс Апелгрен (Joel Fox Apelgren). Після кількох виступів з різними вокалістами, навесні 2008 року, через Myspace, вони знаходять для себе основного співака і фронтмена Нілса Моліна (Nils Molin). Відтоді, Dynazty випустили шість повноцінних альбомів і гастролюють як Швецією, так й іншими країнами.
У 2011 році команда взяла участь у Melodifestivalen з піснею «This Is My Life», метал кавером на попереднього переможця (Melodyfestivalen 2010) Анни Бергендаль. Гурт також взяв участь в Melodifestivalen 2012 с піснею «Land Of Broken Dreams» в четвертому турі в Мальме 25 лютого 2012 року. Пісня досягла другого туру, але не потрапила у фінальну десятку.
29 лютого 2012 року гурт випустив свій третій альбом Sultans of Sin. За словами басиста групи Джоела Фокса Апелгрена, альбом продюсував Петер Тегтгрен. Вони також написали одну пісню з Крісом Лані, а іншу з Нікке Боргом. Альбом мав розширену сольну версію Bastard of Rock&Roll та бонусний трек під назвою «Madness» в японському видані.
У 2013 році Dynaztry підписала угоду з лейблом Spinefarm Records для свого четвертого студійного альбому Renatus. У 2016 з'являється альбом Tinanic Mass.
21 липня 2018 року було оголошено про підписання угоди між Dynaztry та лейблом AFM Records.
27 липня 2018 побачив світ сингл «Breathe With Me». Шостий альбом Firesign вийішов 28 вересня 2018 року. Цей альбом відрізнявся швидшим темпом і менш металевим напрямком, ніж «Titanic Mass». За «Breathe with Me» був створений «The Grey» 24 серпня 2018 року і, нарешті, заголовний трек «Firesign» 14 вересня.
30 січня 2020 року гурт випустив перший сингл зі свого сьомого альбому The Dark Delight під назвою «Presence of Mind». Пісня «Heartless Madness» вийшла 28 лютого, а «Waterfall» — 13 березня. The Dark Delight вийшов 3 квітня 2020 року і став другим релізом гурту під лейблом AFM Records. Альбом також включає першу колаборацію гурту з колегою Нільса Моліна по Amaranthe Хенріком «Gg6» Енглундом Вільгельмссоном, який взяв участь у написанні четвертого треку «From Sound to Silence» та «Apex».

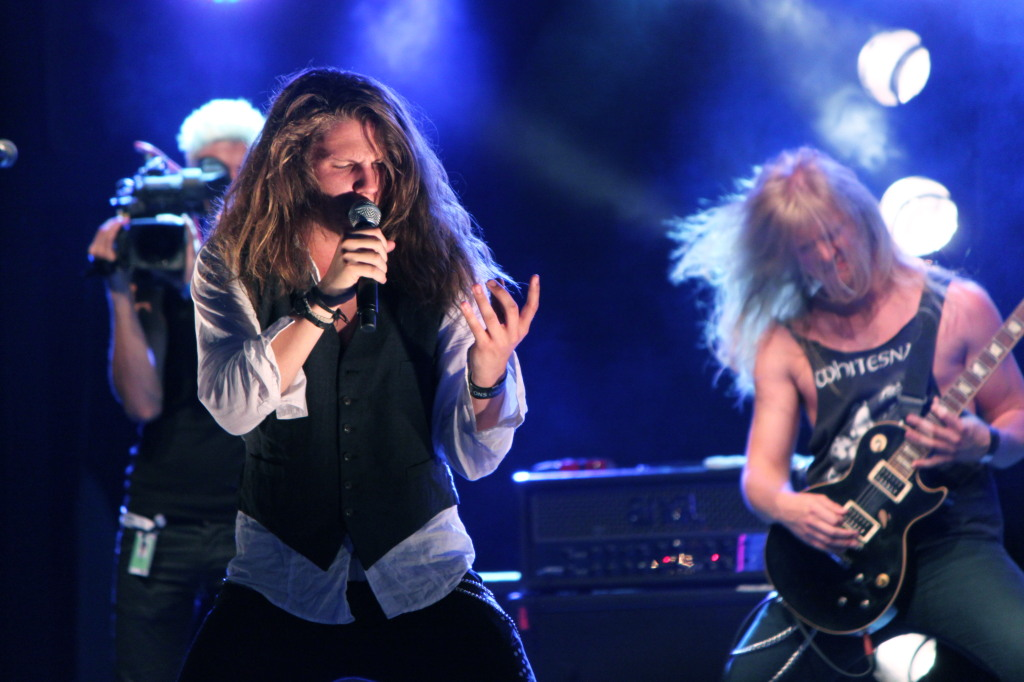
Dynazty 2 серпня 2011 року

У липні 2021 року Dynazty увійшли до студії, щоб розпочати запис восьмого студійного альбому «Final Advent». Перший сингл «Advent» вийшов 29 жовтня 2021 року, а 3 грудня 2021 року — «Power of Will». Офіційний реліз альбому Final Advent відбувся 26 серпня 2022 року.

## Склад гурту

### Поточний склад
- Луве Магнюссон — гітара (з 2008)
- Джордж Харнстен Егг — ударні (з 2008)
- Нільс Молін — вокал (з 2008)
- Мікєль Лавер — гітара (з 2012)
- Йонатан Ульссон — бас гітара (з 2013)

### Колишні учасники
- Джоель Фокс Апелгрен (2008—2013)
- Джон Берг — гітара, бек-вокал (2008—2009)

### Запрошувані учасники
- Мануель «Мано» Левіс — гітара

## Дискографія

### Студійні альбоми
- «Bring the Thunder» — 2009
- «Knock You Down» — 2011
- «Sultans of Sin» — 2012
- «Renatus» — 2014
- «Titanic Mass» — 2016
- «Firesign» — 2018 [8]
- «The Dark Delight» — 2020
- «Final Advent» — 2022
- «Game of Faces» — 2025

### Сингли
| Рік  | Назва пісні                                              | Рік  | Назва пісні                               | Рік  | Назва пісні                                                 | Рік  | Назва пісні | Рік  | Назва пісні         | Рік  | Назва пісні       |
| 2009 | - Far Away - Lights Out In Candyland - Bring the Thunder | 2011 | - This is My Life - Get It On - Mr. Money | 2012 | - Sultans of Sin - Land of Broken Dreams - Raise Your Hands | 2014 | - Renatus   | 2016 | - The Human Paradox | 2018 | - Breathe with Me |